# Mesquita dos Estrangeiros
A mesquita  (em francês: Mosquée des Étrangers), também conhecida como mesquita Barrazim e Jemaâ Ghorba é uma mesquita da Tunísia e um dos principais locais de culto da cidade de Houmt Souk, na ilha de Djerba.

## Descrição e história
Situada no centro de Houmt Souk, foi construída no século XV, foi originalmente uma madraça (escola islâmica) onde ensinou o erudito e teólogo Brahim El Jemni no século XVII, antes do complexo escolar que lhe foi dedicado ter sido construído (entre 1674 e 1714). A mesquita está classificada como monumento histórico.
Caracteriza-se pelas suas cúpulas, que emergem da massa do edifício, que é dominado por um minarete com ameias e com a forma de duas torres quadradas sobrepostas. O minarete tem o mesmo estilo das outras mesquitas carijitas, está ligado à sala de orações e é coroado por uma lanterna cónica apoiada em pequenos pilares.